# Bogserbåten Montfred

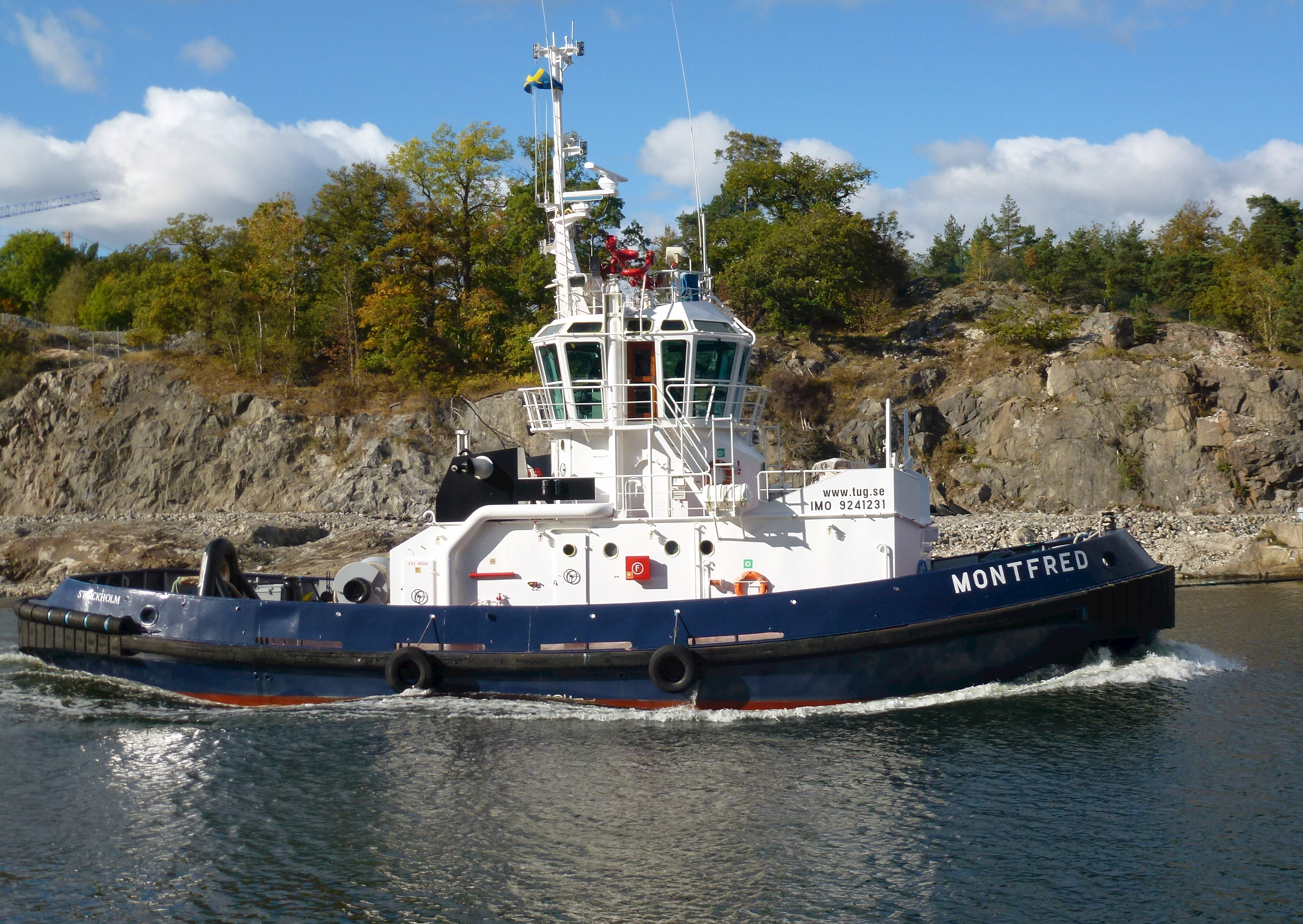
Montfred i Svindersviken, 2013.

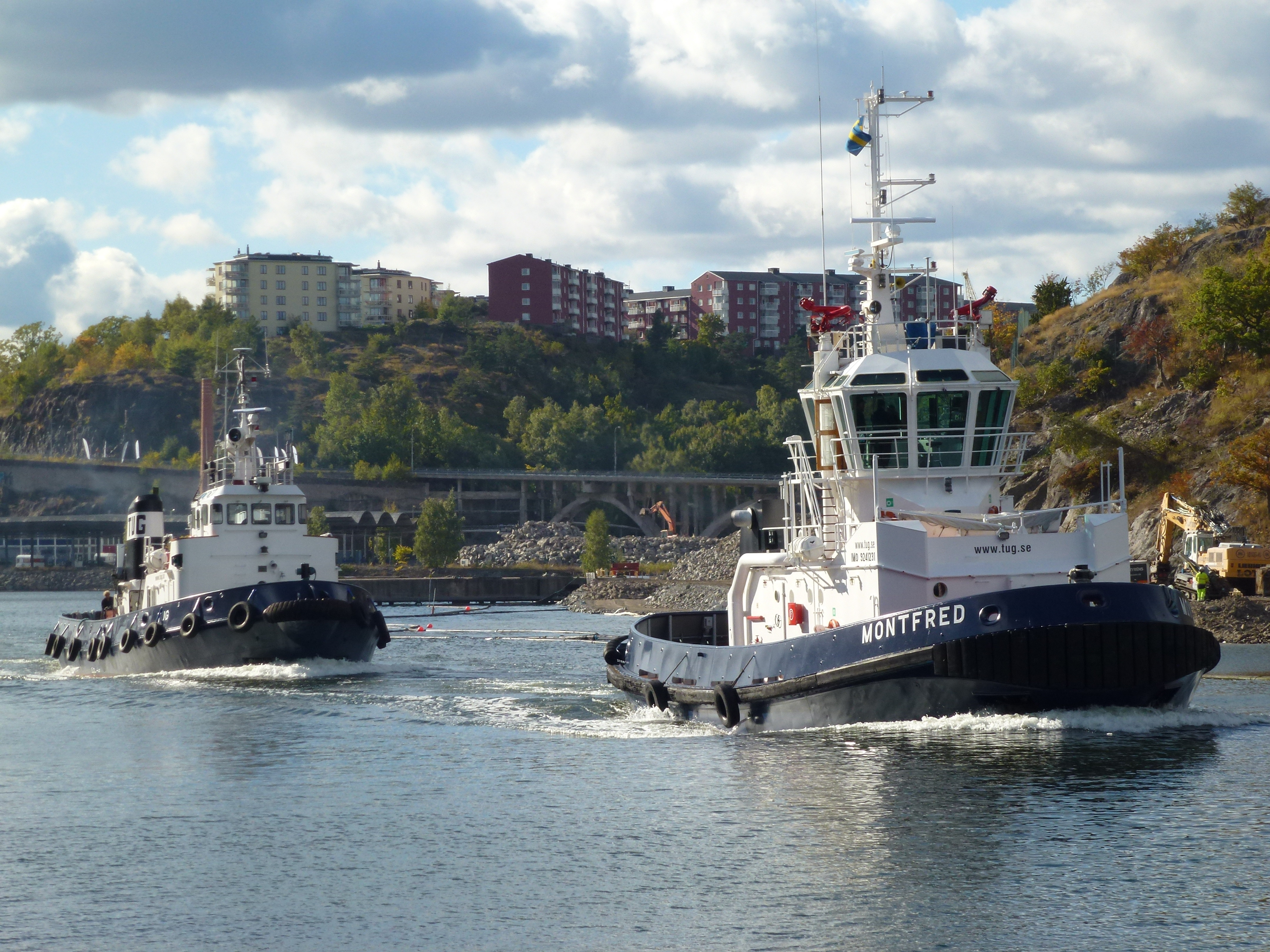
Montfred och Tug i Svindersviken.

Montfred är en bogserbåt som byggdes 2001 vid skeppsvarvet  Zamakona Yards i Bilbao, Spanien. Fartyget såldes 2012 till Marin & Haverikonsult i Stockholm. Sedan april 2013 är bogserbåtarna Montfred,  Tug, Ted, Leif och Tom stationerade i Svindersviken nedanför Gäddviken.

## Historik
Bogserbåten byggdes år 2001 på uppdrag av rederiet Remolcadores de Barcelona och döptes till Montfred. År 2012 förvärvade Marin & Haverikonsult fartyget för att förstärka sin flotta av bogserbåtar och den 12 december samma år anlände Montfred till Stockholm från Santander i norra Spanien. Den nye ägaren behöll det ursprungliga namnet Montfred. Vid inköpet var fartygets färger ljusblå och vit, för att passa in i den befintliga flottans färgsättning ändrades det till mörkblå och vit. Montfred är för närvarande (2013) den starkaste och modernaste bogserbåten i Stockholmstrakten.

## Skeppsdata
- Material skrov: Stål
- Mått (längd x bredd): 27,0 x 9,7 meter
- Maskin: 2 x 6 cyl. Rolls Royce-Normo på 2 650 kW
- Dragkraft: 45 ton

## Se även

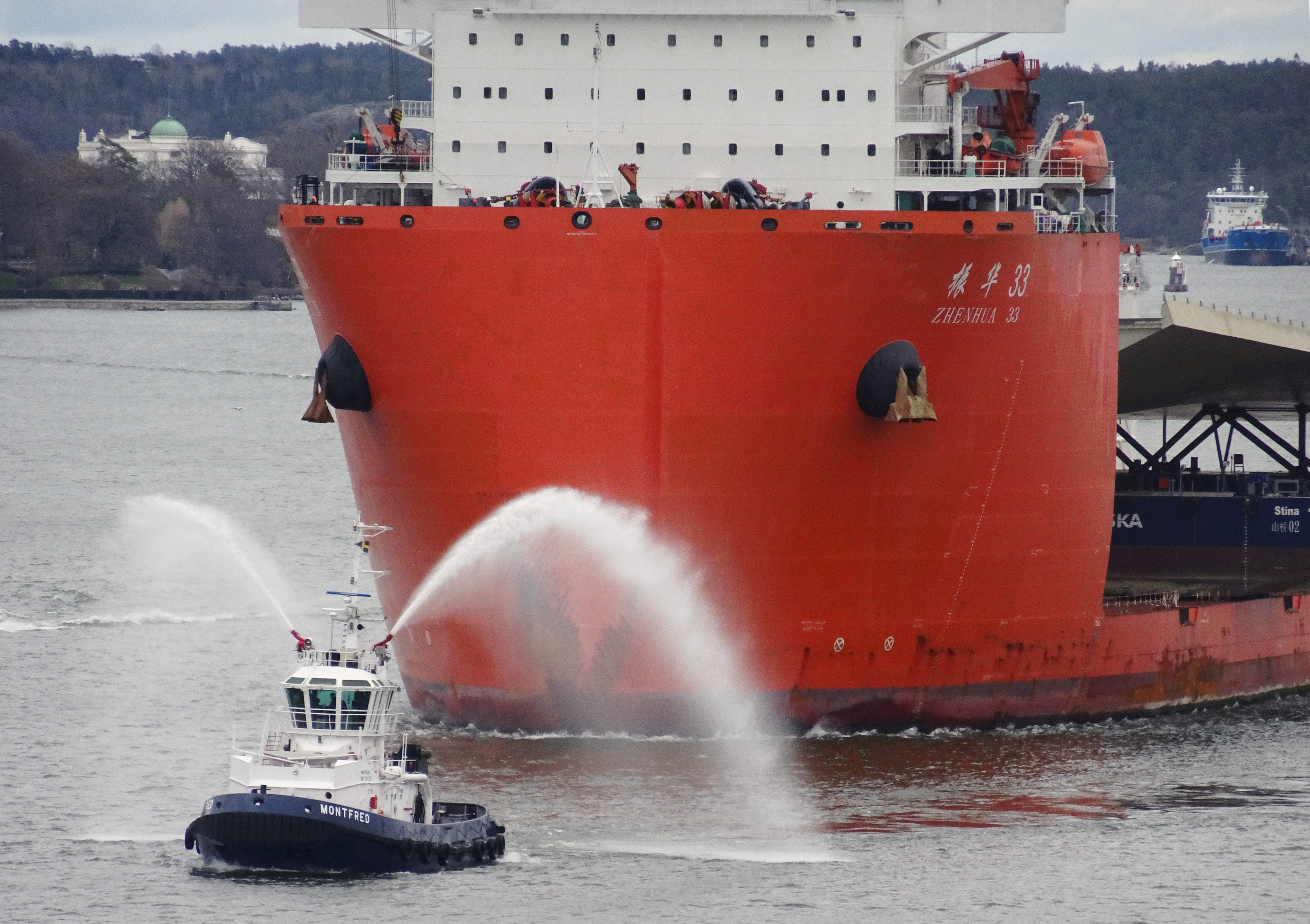
Montfred med välkomstfontän framför M/S Zhen Hua 33 under transporten av Guldbron in till Stockholm, 11 mars 2020.

## Interiör

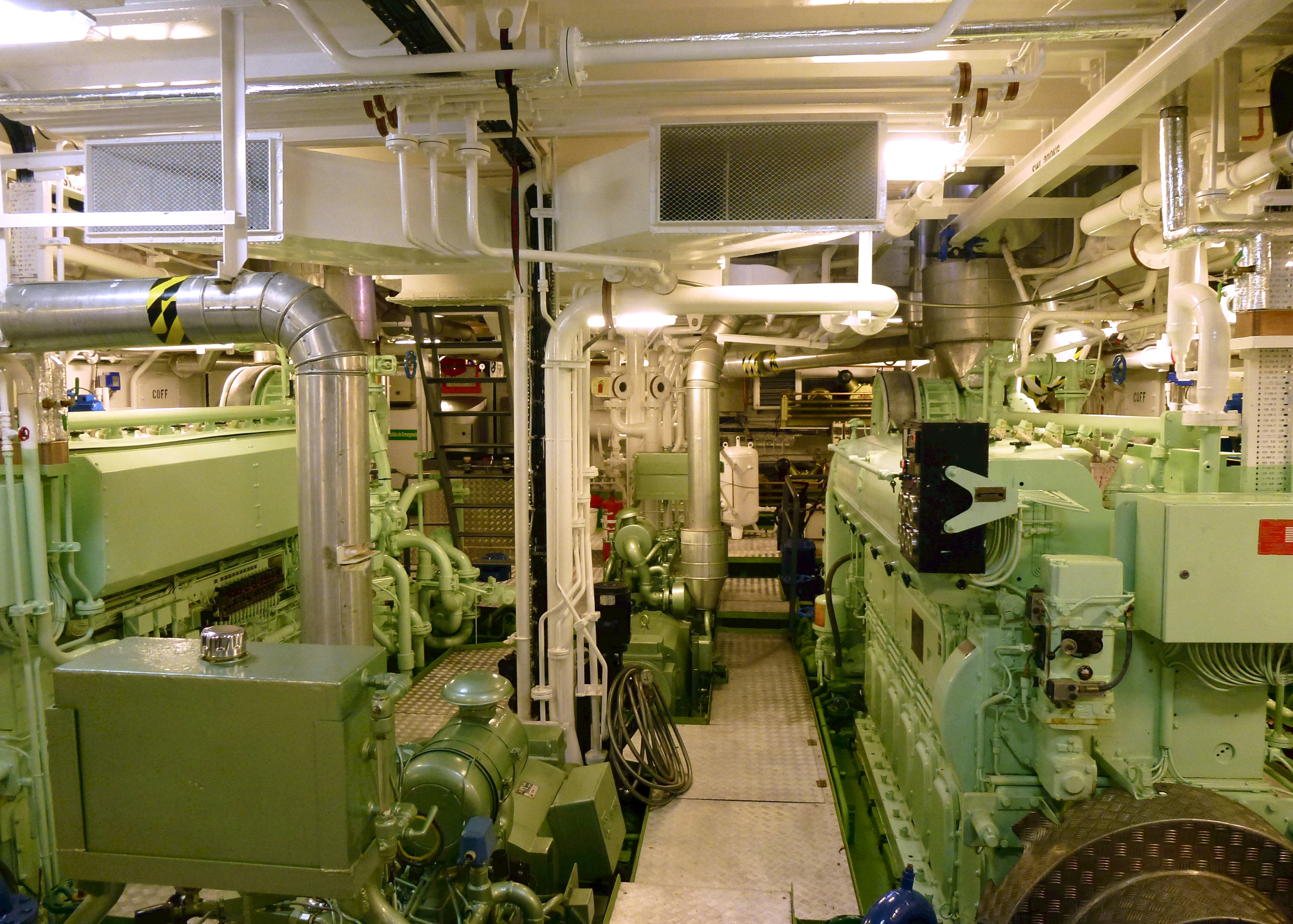
Maskinrummet
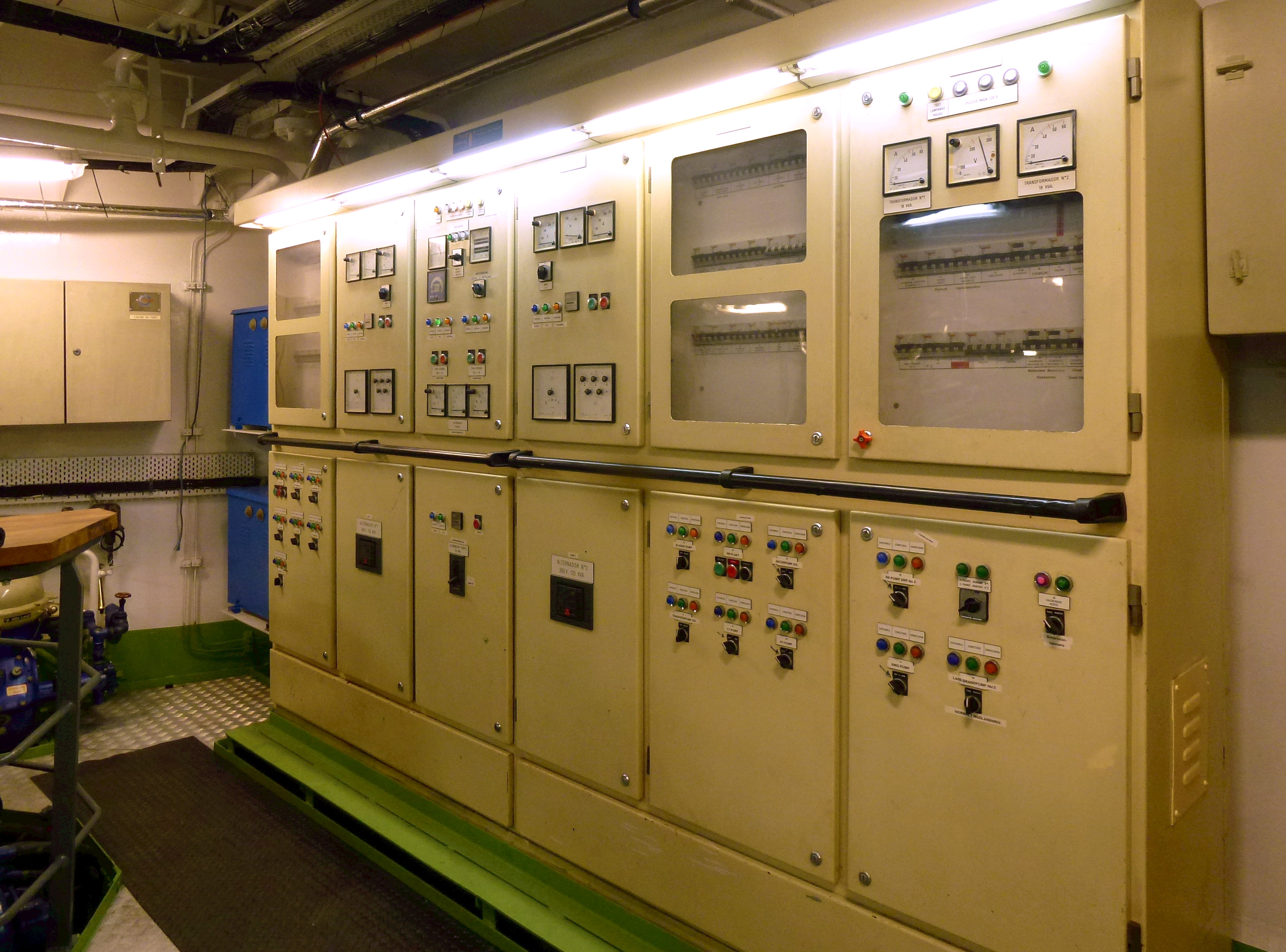
Maskinrummet
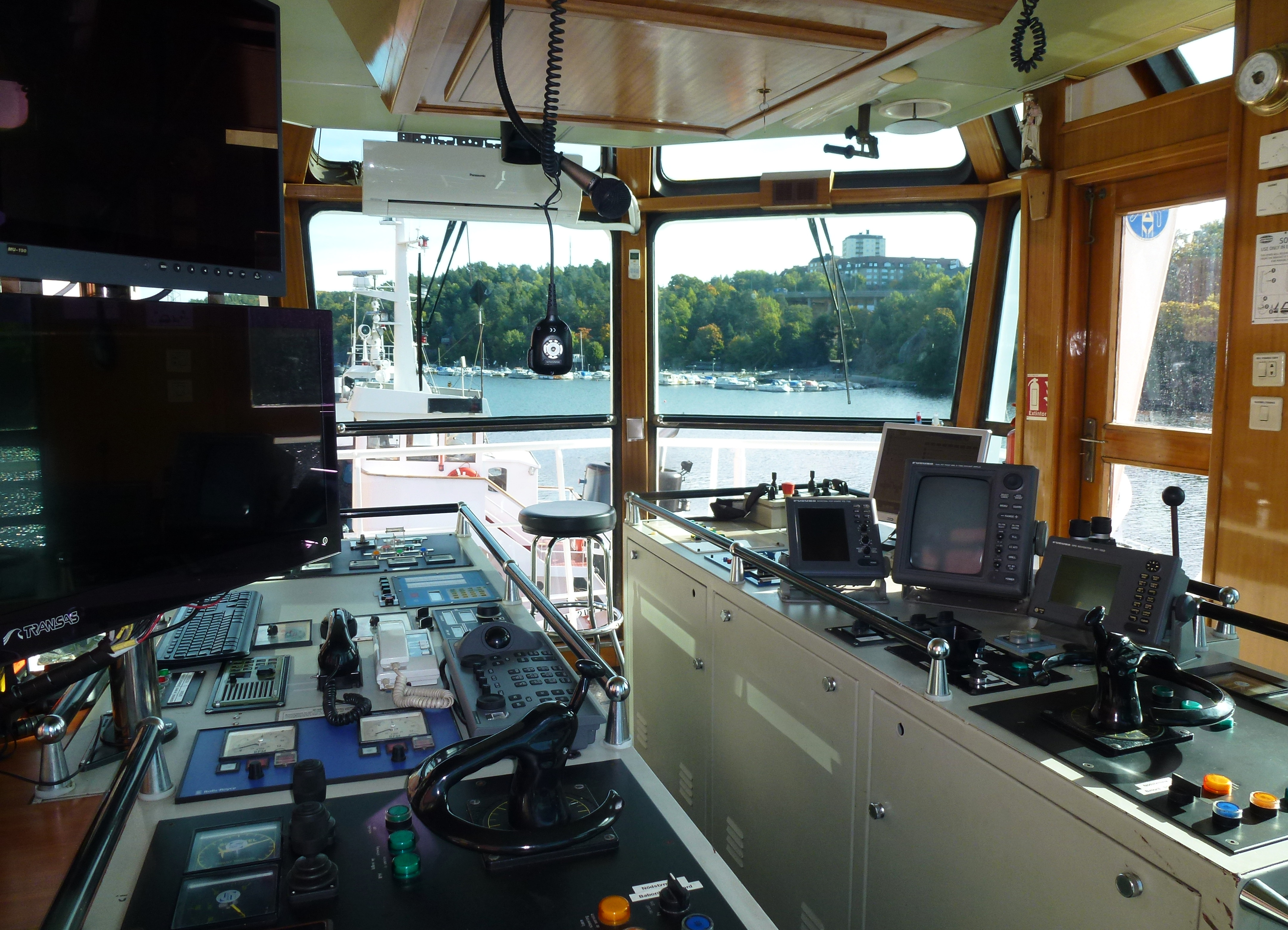
Kommandobryggan
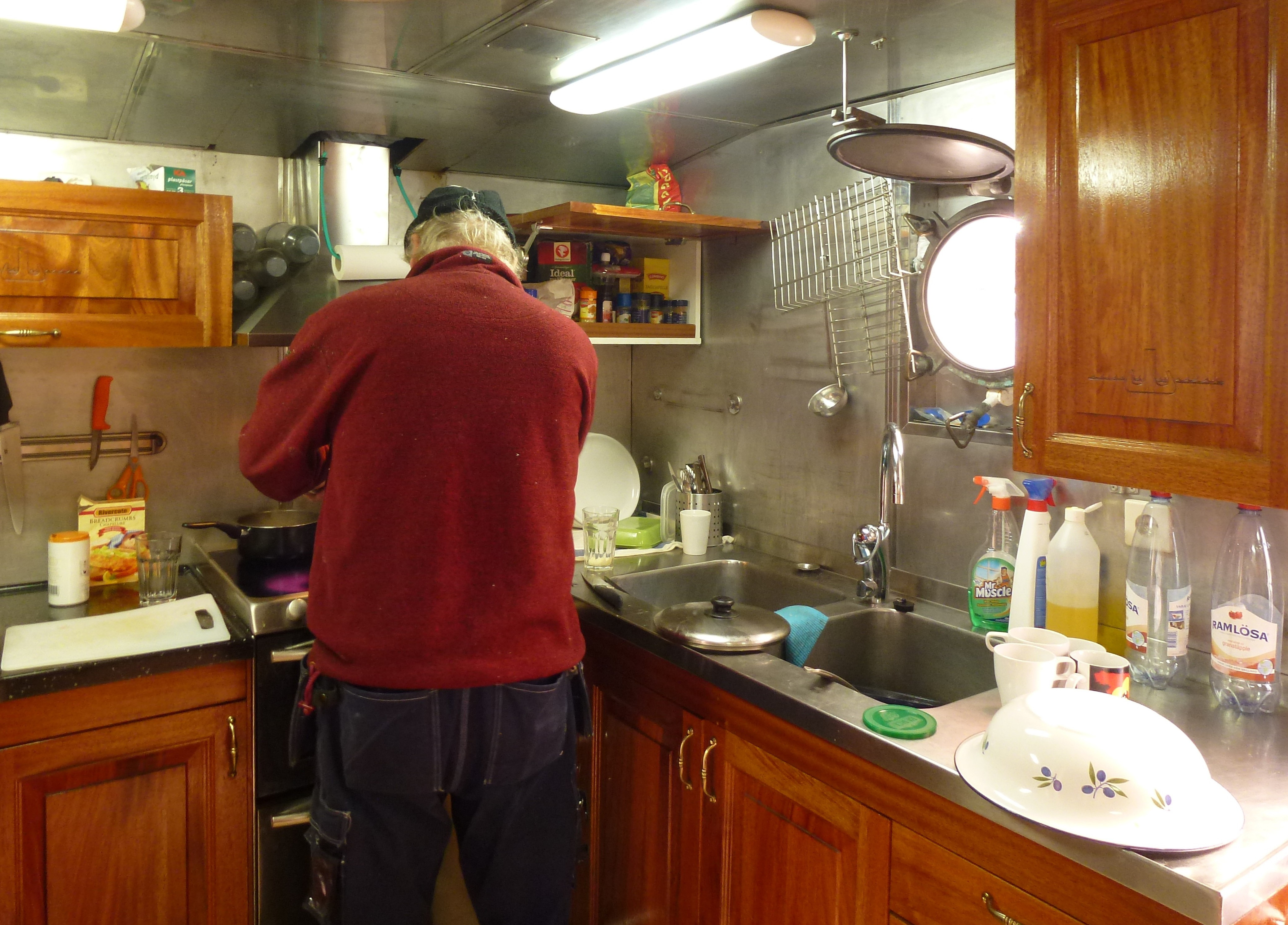
Kabyssen